# Brestot

Brestot este o comună în departamentul Eure, Franța. În 1 ianuarie 2022 avea o populație de 636 de locuitori.